# National Provincial Championship 2022
El National Provincial Championship 2022 fue la cuadragésimo séptima edición y el décimo séptimo con el formato actual del principal torneo de rugby profesional de Nueva Zelanda.

## Sistema de disputa
Los equipos enfrentaron a los seis equipos restantes de su grupo y disputaron cuatro encuentros inter-grupal, totalizando 10 encuentros. 
- Los mejores cuatro equipos de cada grupo clasificaron a los cuartos de final del torneo.

## Fase de grupos
|  | Clasificado a cuartos de final. |

### Grupo A
| Pos. | Equipo           | Encuentros | Encuentros | Encuentros | Encuentros | Tantos | Tantos | Tantos | PB | PB | Puntos |
| Pos. | Equipo           | PJ         | PG         | PE         | PP         | F      | C      | Dif    | BO | BD | Puntos |
| ---- | ---------------- | ---------- | ---------- | ---------- | ---------- | ------ | ------ | ------ | -- | -- | ------ |
| 1.º  | Wellington       | 10         | 8          | 0          | 2          | 299    | 240    | +59    | 6  | 0  | 38     |
| 2.º  | Waikato          | 10         | 7          | 1          | 2          | 301    | 208    | +93    | 5  | 1  | 36     |
| 3.º  | Bay of Plenty    | 10         | 6          | 0          | 4          | 325    | 232    | +93    | 6  | 4  | 34     |
| 4.º  | Hawke´s Bay      | 10         | 5          | 1          | 4          | 294    | 234    | +60    | 5  | 4  | 31     |
| 5.º  | Otago            | 10         | 5          | 0          | 5          | 274    | 269    | +5     | 3  | 4  | 27     |
| 6.º  | Counties Manukau | 10         | 3          | 0          | 7          | 256    | 335    | –79    | 5  | 3  | 20     |
| 7.º  | Southland        | 10         | 1          | 0          | 9          | 229    | 430    | –201   | 2  | 3  | 9      |

### Grupo B
| Pos. | Equipo        | Encuentros | Encuentros | Encuentros | Encuentros | Tantos | Tantos | Tantos | PB | PB | Puntos |
| Pos. | Equipo        | PJ         | PG         | PE         | PP         | F      | C      | Dif    | BO | BD | Puntos |
| ---- | ------------- | ---------- | ---------- | ---------- | ---------- | ------ | ------ | ------ | -- | -- | ------ |
| 1.º  | Canterbury    | 10         | 9          | 0          | 1          | 389    | 208    | +181   | 9  | 1  | 46     |
| 2.º  | North Harbour | 10         | 6          | 0          | 4          | 390    | 245    | +145   | 7  | 1  | 32     |
| 3.º  | Auckland      | 10         | 6          | 0          | 4          | 282    | 247    | +35    | 4  | 2  | 30     |
| 4.º  | Northland     | 10         | 6          | 0          | 4          | 212    | 265    | –53    | 2  | 1  | 27     |
| 5.º  | Tasman        | 10         | 4          | 0          | 6          | 282    | 282    | +0     | 5  | 3  | 24     |
| 6.º  | Taranaki      | 10         | 3          | 0          | 7          | 193    | 270    | –77    | 1  | 2  | 15     |
| 7.º  | Manawatu      | 10         | 0          | 0          | 10         | 212    | 473    | –261   | 5  | 0  | 5      |

## Fase final

### Cuartos de final
| 7 de octubre | North Harbour | 18 - 21 | Auckland |  |  |

| 8 de octubre | Wellington | 28 - 21 | Hawke´s Bay |  |  |

| 8 de octubre | Canterbury | 23 - 16 | Northland |  |  |

| 9 de octubre | Waikato | 27 - 34 | Bay of Plenty |  |  |

### Semifinal
| 14 de octubre | Wellington | 54 - 19 | Auckland |  |  |

| 15 de octubre | Canterbury | 24 - 10 | Bay of Plenty |  |  |

### Final
| 22 de octubre | Canterbury | 18 - 26 | Wellington |  |  |

| Bandera de Nueva Zelanda |
| Campeón Wellington       |
| Quinto título            |